# Hinko Nučić
Hinko Nučić (izvorno: Nučič, Ljubljana, 19. travnja 1883. – Zagreb, 21. svibnja 1970.) bio je slovenski kazališni i filmski glumac, redatelj te kazališni pedagog. 

## Karijera u Hrvatskoj
Glavninu svoga umjetničkog vijeka proveo je u zagrebačkome Kazalištu kao prvak drame i redatelj (1912. – 1918., 1921. – 1954.) Predavao je na zagrebačkoj Državnoj glumačkoj školi (1922. – 1928.), te na Muzičkoj akademiji do 1933.
Supruga i scenska partnerica bila mu je Vika Podgorska.

## Filmografija

### Filmske uloge
- "Dobro morje" (režija M. Grobler) kao Jakov (1958.)
- "Ciguli Miguli" (r. B. Belan) kao Hinko Nučić (1952.)
- "Lisinski" r. O. Miletić) kao predsjednik Hrvatskog glazbenog zavoda (1944.)
- "Fantom Durmitora" (r. K. Breiness i H. Natge) kao stari Gruić (1933.)
- "Vragoljanka" (r. A. Grinhut 1919.)

### Režija
- Grička vještica (1920.)

## Vanjske poveznice
- Hinko Nučić u internetskoj bazi filmova IMDb-u (engl.)